# Storm Fear
Storm Fear este un film noir american din 1955 regizat de Cornel Wilde. Rolurile principale sunt interpretate de actorii Jean Wallace, Dan Duryea și Lee Grant.

## Distribuție
- Cornel Wilde ca Charlie Blake
- Jean Wallace ca Elizabeth Blake
- Dan Duryea ca Fred Blake
- Lee Grant ca Edna Rogers
- David Stollery ca David Blake
- Dennis Weaver ca Hank
- Steven Hill ca Benjie